# Caecogarypinus pectinodentatus
Genre
Espèce
Caecogarypinus pectinodentatus, unique représentant du genre Caecogarypinus, est une espèce de pseudoscorpions de la famille des Garypinidae.

## Distribution
Cette espèce est endémique de la province de Bà Rịa-Vũng Tàu au Viêt Nam. Elle se rencontre vers Bình Châu.

## Publication originale
- Dashdamirov, 2007 : A new genus and species of false scorpion from Vietnam showing remarkable chelal modifications (Arachnida: Chelonethida). Acta Biologica Benrodis, vol. 13, p. 219-229.